# Millerntor-Stadion
Millerntor-Stadion (1970–1998: Wilhelm-Koch-Stadion) - stadion piłkarski w Hamburgu. Na co dzień gra tu klub występujący w Bundeslidze, FC St. Pauli. Został wybudowany w 1963 roku. W latach 2006–2015 został przebudowany i aktualnie może pomieścić 29 546 widzów.